# Unione Sportiva Giostra
L'Unione Sportiva Giostra è stata una società calcistica di Messina. Ha disputato la Serie C 1946-1947.

## Storia
Sebbene l'U.S. Giostra sia nata nel 1945, il calcio a Giostra (zona di Messina) era nato probabilmente già tra il 1910 ed il 1911 grazie alla Società Sportiva Aurora Giostra. L'Aurora disputò la Coppa Restuccia nel 1913.
Tra il 1913 ed il 1929 il calcio a Giostra fu rappresentato anche da altre società, ma tutte le attività erano in ambito esclusivamente locale. È tuttavia attestato che l'U.S. Giostra disputò il girone siciliano orientale della Terza Divisione 1925-1926.
Una società denominata U.S. Aquila Giostra disputò la Terza Divisione 1929-1930, venendone però esclusa prima della partita contro il Gazzi.
La società denominata U.S. Giostra prese parte alla Prima Divisione 1945-1946, conquistando la promozione in Serie C. La squadra vestiva una maglia bianco-scudata, con lo Stemma di Messina sul petto.
Dopo aver preso parte alla Serie C 1946-1947, l'U.S. Giostra si fuse con l'Associazione Calcio Messina, dando vita all'Associazione Calcio Riunite Messina.